# Länsväg AC 659

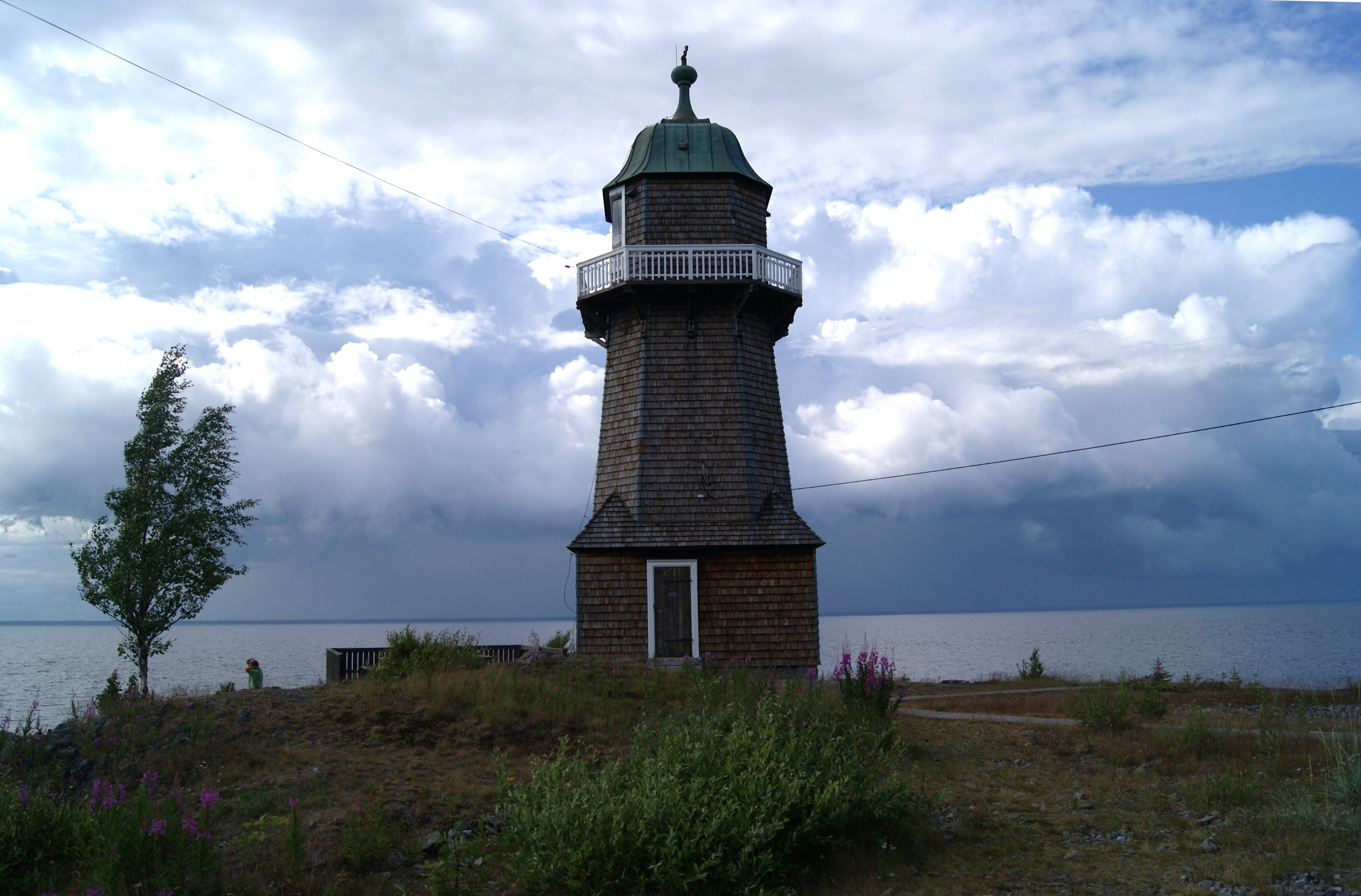
Berguddens fyr vid västra änden av Länsväg AC 659.

Länsväg AC 659, även kallad Berguddsvägen, är en kortare övrig länsväg i Umeå kommun i Västerbottens län (Västerbotten) som går mellan Holmöns by (Länsväg AC 655) och Berguddens fyr på Holmön i Holmöns distrikt (Holmöns socken). Vägen är 1,7 kilometer lång, asfalterad och har Bärighetsklass 2. Hastighetsgränsen är 70 km/h.
Vägen ansluter till:
- Länsväg AC 655 (i Holmöns by)